# Paratryphera bisetosa
Paratryphera bisetosa là một loài ruồi trong họ Tachinidae.